# Шебуев, Василий Васильевич
Васи́лий Васи́льевич Шебу́ев  (1818—?) — русский архитектор, сын живописца Василия Козьмича Шебуева; академик Императорской Академии художеств (с 1849).

## Биография
Учился в Академии художеств с 1836 года. Получил медали Академии художеств: малая серебряная (1837), большая серебряная медаль (1838) за архитектурную программу, малая золотая медаль (1839) за «проект театрального училища». Получил от Академии художеств звание классного художника с правом на чин XIV класса и награждён шпагой (1839). Избран в академики (1849).
Работал помощником архитектора в Москве (1840–1850-е), на строительстве военной богадельни в Измайлове (1852).